# Han Hedi
Kaiser He von Han (chinesisch 漢和帝, Pinyin hàn hé dì, W.-G. Han Ho-ti; * 79; † 13. Februar 106), Geburtsname Liu Zhao, war von 88 bis 106 Kaiser der chinesischen Han-Dynastie.
Er war der vierte Sohn Kaiser Zhangs, bestieg den Thron im Alter von neun Jahren und herrschte 17 Jahre lang. Unter seiner Regierung begann der langsame Verfall der Dynastie, der durch die Machtkämpfe der Eunuchen und der Kaiserinnenfamilien bedingt wurde. Die Kaiserinmutter Dou förderte den Einfluss ihrer korrupten Familie, bis es dem Kaiser im Jahre 92 gelang, mit Hilfe des Eunuchen Zheng Zhong und seines Bruders Liu Qing die Dou-Sippe zu stürzen. Damit begann die Einflussnahme der Eunuchen auf die Staatsgeschäfte.
Mit Kaiser He begann auch das Problem des Erbenmangels in der Dynastie. Viele seiner Söhne starben im Kindesalter, und als er, selbst erst 27 Jahre alt, im Sterben lag, blieben ihm nur zwei männliche Nachkommen, die ihn beide nicht erwähnenswert lang überlebten. Wegen dieses Missstandes mussten die Nachfolger unter den entfernteren Verwandten und aus Nebenlinien erwählt werden.
Ein äußeres Problem waren die Aufstände der Qiang, die schon unter seinem Vater begonnen hatten und bis zu Kaiser Lings Regierung nicht nachhaltig unterdrückt werden konnten.
Allerdings fallen in seine Regierung auch technische Erfolge wie die Erfindung des Papiers durch den Eunuchen Cai Lun (105).

## Familiärer Hintergrund
Prinz Zhao war ein Sohn Kaiser Zhangs und seiner Konkubine Liang. Die Kaiserin Dou adoptierte ihn, weil sie keine eigenen Söhne hatte; sie handelte dabei nach dem Vorbild der Kaiserin Ma, die den künftigen Kaiser Zhang von Kaiser Mings Konkubine Jia adoptiert hatte. Zur Geburt Liu Zhaos war jedoch sein älterer Bruder Liu Qing, Sohn der Konkubine Song, bereits Kronprinz. Die Kaiserin plante deshalb, Frau Song zu ermorden und ihren Adoptivsohn zum Nachfolger zu bestimmen.
Als Frau Song einst erkrankte, kam für die Kaiserin eine Gelegenheit, sie zu stürzen. Die Konkubine wünschte von ihrer Familie als Arznei rohen Teufelszwirn. Als ihre Familie ihr die Pflanzen brachte, nahm die Kaiserin sie an sich und verleumdete die Konkubine der Hexerei. Kaiser Zhang war empört und verbannte den Kronprinzen Qing aus dem Palast. Seine Konkubine Song ließ er verhaften und von dem Eunuchen Cai Lun verhören. Im Gefängnis vergiftete sich die Konkubine und starb. Liu Qing, der Kronprinz, wurde zum Prinzen von Qinghe degradiert. Sein Bruder Liu Zhao wurde an seiner Stelle Kronprinz, aber die zwei Brüder blieben Freunde und verbrachten viel Zeit miteinander.
Die Dou-Sippe spann weitere Ränke. Als Liu Zhao, der Sohn der Konkubine Liang, Kronprinz wurde, fürchtete die Dou-Sippe, dass die Liang-Sippe sie überflügeln könnte. Die Kaiserin verleumdete die Konkubine Liang und ihre Schwester, die gleichfalls Konkubine war, beim Kaiser. Im Jahre 83 brachte die Dou-Sippe den Vater der Konkubinen, Liang Song (梁竦), durch falsche Anschuldigungen ins Gefängnis, wo er starb. Die Konkubinen Liang starben in Trauer und Furcht.
Als Kaiser Zhang im Jahre 88 verstarb, folgte ihm sein Sohn Liu Zhao im Alter von sieben Jahren als Kaiser He auf den Thron.

## Frühe Regierung unter der Dou-Familie
Als Kind hatte Kaiser He keine wirklich Macht inne; die Regierung wurde von der Kaiserinmutter Dou geführt, die ihren Brüdern Dou Xian, Dou Du (竇篤), Dou Jing (竇景) und Dou Gui (竇瑰) Schlüsselpositionen am Hof verschaffte. Sie nutzten ihre Beziehungen zur Kaiserinmutter, um die anderen Beamten einzuschüchtern.
Im Jahr 88 jedoch beging Dou Xian ein Kapitalverbrechen, das seine Laufbahn ernsthaft gefährden sollte. Liu Chang (劉暢), der Marquis von Duxiang, stand wegen seiner Verständigkeit in der Gunst der Kaiserinmutter, und Dou Xian fürchtete, dass der Marquis seinen Einfluss schmälern könnte. Er ließ Liu Chang ermorden und bezichtigte Liu Gang (劉剛) der Tat, den Marquis von Li. Aber ein paar Richter, die Dou Xian nicht fürchteten, stellten Nachforschungen an, in deren Verlauf Dou Xians Schuld offenbar wurde. Kaiserinmutter Dou war empört und ließ ihren Bruder einsperren, um ihn hinrichten zu lassen. Dou Xian aber bot sich an, zur Vergeltung eine Armee gegen die Nördlichen Xiongnu zu führen.
Mit Zustimmung der Kaiserinmutter zog Dou Xian aus und besiegte die Xiongnu im folgenden Jahr in der Schlacht von Ikh Bayan. Durch einen zweiten Sieg (91) beendete er die jahrhundertealte Konfrontation des Han-Reiches mit den Nördlichen Xiongnu. Von nun an drohte er unverhohlen jedem Beamten, der ihm widersprach, mit dem Tod.

## Staatsstreich gegen die Dous
Im Jahr 92 fiel die Dou-Sippe schließlich einem Staatsstreich zum Opfer. Sein Ablauf ist unklar, aber Kaiser He wurde dabei maßgeblich von seinem Bruder Liu Qing und dem Eunuchen Zheng Zhong unterstützt.
Nach den traditionellen historischen Berichten hatten Verwandte der Dou-Sippe (aber keiner der vier Brüder) geplant, den Kaiser zu ermorden. Der Mangel an Motiven ist hierbei für moderne Historiker ausschlaggebend, diese Version infrage zu stellen. Jedenfalls soll der Kaiser um sein Leben gefürchtet und sich mit seinem Bruder und dem Eunuchen Zheng Zhong verschworen haben. Dabei soll ihnen Liu Kang (劉伉), der Prinz von Qiancheng, geholfen haben.
Im Sommer soll dann der Kaiser die Palastwache per Dekret in Alarmbereitschaft versetzt und den Befehl erteilt haben, die Tore der Hauptstadt Luoyang zu schließen. Alle Verschwörer wurden hingerichtet. Die Dou-Brüder schickte Kaiser He unter strenger Bewachung in ihre Marken. Weil er es nicht wagte, sie öffentlich hinzurichten, befahl er ihnen Suizid; bis auf Dou Gui.

## Späte Regierung
Nach dem Staatsstreich gegen die Dou-Sippe schien Kaiser He die eigentliche Macht ergriffen zu haben. Die Kaiserinmutter spielte am Hof keine Rolle mehr, und wenn der Kaiser sie auch weiterhin als Mutter ehrte, schien er zu ahnen, dass sie nicht seine leibliche Mutter war. Liu Qing und Zheng Zhong wurden die engsten Berater des Kaisers. Damit begann die Einbindung der Eunuchen in die Regierung, die im Lauf der Jahrzehnte eskalieren sollte. Zheng Zhong wurde sogar zum Marquis erhoben (102), was noch nie einem Eunuchen gewährt worden war.
Dem Staatsstreich gegen die Dou-Sippe folgte eine Welle von Entlassungen und Verhaftungen, der zahllose Beamte zum Opfer fielen, die einst mit der Dou-Sippe in Kontakt gestanden hatten. Dazu gehörten auch der Oberbefehlshaber Song You (宋由) und der Historiker Ban Gu, der Dou Xians Hauptassistent war und vermutlich sein Komplize. Ban Gus Bruder Ban Chao blieb unangetastet und wurde weiterhin in seinen Feldzügen in Xiyu (heutiges Xinjiang und Zentralasien) unterstützt. Ban Chao schickte seinen Assistenten Gan Ying im Jahre 97 auf eine Expedition zum Römischen Reich, aber Gan Ying kam über eine ferne Küste, bei der es sich wohl um den Persischen Golf oder das Mittelmeer handelte, nicht hinaus. Dort erfuhr er von den Einheimischen, dass eine Seereise mehrere Jahre dauern könnte, und kehrte unverrichteter Dinge zurück nach China. Nachdem Ban Chao sich im Jahre 102 zur Ruhe gesetzt hatte, erhoben sich die Königreiche in Xiyu gegen die Oberherrschaft der Han, weil die neue Zivilverwaltung Xiyu durch Misswirtschaft schädigte. Die Han-Dynastie verlor auf diese Weise wieder die Kontrolle über die westlichen Regionen.
Unter der Herrschaft Kaiser Hes gab es im Großen und Ganzen keine nennenswerte Korruption. Dennoch war er für einen Kaiser zu unentschlossen. Es fehlten ihm die Fähigkeit seiner Vorgänger und Ahnen, das Beste für das Volk auch in die Tat umzusetzen.
Kaiserinmutter Dou starb 97. Erst jetzt enthüllten die Hofbeamten dem Kaiser seine wahre leibliche Mutter, die Konkubine Liang. Kaiser He verlieh ihr postum den Titel einer Kaiserin. Ihren Brüdern gab er einflussreiche Posten, und die Liang-Sippe wurde sehr mächtig. Den Vorschlag, die Kaiserinmutter Dou postum zu degradieren, lehnte Kaiser He ab, und ließ sie mit den Ehren einer Kaiserin mit seinem Vater Zhang bestatten. Der Mutter seines Bruders Liu Qing verlieh er ebenfalls einen höheren Stand, und ihre Brüder erhielten mindere Beamtenposten.

### Konflikte mit den Qiang
Schon seit Gründung der Späteren Han-Dynastie hatte es immer wieder Aufstände der Qiang-Stämme gegeben, aber unter Kaiser He wurden sie zu einem ernsten Problem. Bisher hatte der Beamte Deng Xun (鄧訓) sie durch eine umsichtige Politik im Zaum gehalten, aber nach seinem Tod im Jahr 92  beleidigte sein Nachfolger Nie Shang (聶尚) den Qiang-Häuptling Mitang (聶尚), der einen Aufstand begann. Guan You (貫友), der 93 mit der Aufsicht über die Qiang beauftragt wurde, konnte Mitang besiegen, indem er die anderen Qiang-Stämme auf seine Seite zog. Allerdings entkam Mitang und blieb noch auf Jahre eine Bedrohung. Shi Chong (史充), der nach Guan Yous Tod sein Amt übernommen hatte, erlitt gegen Mitang eine gewaltige Niederlage. Nachdem ihn im Jahre 98 alle Verbündeten im Stich gelassen hatten, ergab sich Mitang, und Kaiser He gewährte ihm im selben Jahr sogar eine Audienz.
Zwei Jahre später erhielt Mitang Befehl, mit seinem Stamm nach Südwesten zu ziehen. Weil er dort aber schlechteren Boden und damit schlechte Lebensbedingungen für sein Volk befürchtete, lehnte sich Mitang erneut auf. Zwar wurde er in den nächsten Jahren nicht besiegt, stellte jedoch keine größere Bedrohung dar.

### Eheprobleme
Kaiser He erhob im Jahr 96 seine Lieblingskonkubine Yin zur Kaiserin, die von edler Abstammung war. Sie wird als schön, aber klein und untersetzt beschrieben und soll außerdem sehr eifersüchtig gewesen sein. Ihre Missgunst galt besonders der Konkubine Deng Sui, die als Enkelin des Ministers Deng Yu (鄧禹) ebenfalls aus einer edlen Familie kam. Zwar soll die Konkubine Deng Yin gegenüber versucht haben, ihre Unterwerfung vorzuspielen, aber diese Geste stieß nur auf den Argwohn der Kaiserin. Als Kaiser He einst erkrankte, ließ die Kaiserin die Bemerkung fallen, dass sie als Kaiserinmutter die Deng-Sippe auslöschen würde. Sie glaubte, dass die Konkubine Deng Suizid begehen würde, sobald ihr dies zu Ohren kam. Eine Dienerin hielt die Konkubine jedoch davon zurück und behauptete, der Kaiser sei bereits genesen. Bald darauf wurde der Kaiser wirklich wieder gesund, und die Zukunft der Deng-Sippe war gesichert.
Die Kaiserin und ihre Großmutter Deng Zhu (鄧朱) waren im Jahr 102 der Hexerei angeklagt. Sie sollen versucht haben, kaiserliche Konkubinen zu verfluchen. Unter der Folter der Verhöre starben Deng Zhu, ihre Söhne und Yin Fu (陰輔), der Bruder der Kaiserin. Kaiserin Yin wurde abgesetzt, und ihr Vater Yin Gang (陰綱) beging Suizid. Die restliche Yin-Sippe wurde verbannt, und die Kaiserin starb verhärmt, vermutlich noch im selben Jahr.
Kaiser He erhob die Konkubine Deng Sui zur Kaiserin. Sie lehnte eine Förderung ihrer Brüder ab, die deshalb unter Kaiser Hes Regierung keine sonderliche Macht innehatten.

### Tod und Erbfolgefrage
Sowohl die Kaiserinnen als auch die Konkubinen scheinen lange Zeit keinen Sohn geboren haben. Zwar soll Kaiser He einige Söhne gehabt haben, die aber alle im Kleinkindalter starben. Erst in seiner späten Herrschaft hatte der Kaiser zwei Söhne: Liu Sheng (劉勝) und Liu Long (劉隆), deren Mütter nicht überliefert sind. Die Prinzen wuchsen aus Aberglauben bei Pflegeeltern außerhalb des Palastes auf, um sie vor dem Schicksal ihrer Brüder zu bewahren.
Als Kaiser He im Jahre 106 starb, war sein älterer Sohn Liu Sheng noch jung (sein genaues Alter ist nicht überliefert) und angeblich kränklich. Der jüngere, Liu Long, war erst 100 Tage alt. Beide Prinzen wurden in den Palast zurückberufen und willkommen geheißen. Kaiserin Deng Sui ernannte Liu Long zum Kronprinzen, weil sie ihn für gesünder und widerstandsfähiger hielt. In derselben Nacht wurde er als Kaiser Shang zum Kaiser ausgerufen. Er starb jedoch im selben Jahr, bevor er das erste Lebensjahr vollendet hatte. Kaiserinmutter Deng befürchtete, dass Liu Sheng es ihr verübelte, dass sie ihn nicht gleich zum Kaiser erhoben hatte. Darum erhob sie Liu Hu (劉祜), den Sohn des Prinzen Liu Qing, zum Kaiser (Kaiser An).

## Familie
- Vater: Kaiser Zhang
- leibliche Mutter: Konkubine Liang
- Adoptivmutter: Kaiserin Dou
- Gemahlinnen:
  - Kaiserin Yin (96–102)
  - Kaiserin Deng Sui (102–106)
- Kinder:
  - Liu Sheng (劉勝; † 114), ab 106 Prinz Huai von Pingyuan
  - Liu Long (劉隆; * 105), Kronprinz und später Kaiser Shang
  - Liu Bao (劉保), ab 106 Prinzessin Xiuwu
  - Liu Cheng (劉成), ab 106 Prinzessin Gongyi
  - Liu Li (劉利), ab 106 Prinzessin Linying
  - Liu Xing (劉興), ab 106 Prinzessin Wenxi

| Vorgänger | Amt                     | Nachfolger |
| --------- | ----------------------- | ---------- |
| Zhang     | Kaiser von China 88–106 | Shang      |

| Personendaten    | Personendaten            |
| ---------------- | ------------------------ |
| NAME             | Han Hedi                 |
| ALTERNATIVNAMEN  | Liu Zhao; Muzong; Xiaohe |
| KURZBESCHREIBUNG | Kaiser der Han-Dynastie  |
| GEBURTSDATUM     | 79                       |
| GEBURTSORT       | China                    |
| STERBEDATUM      | 13. Februar 106          |
| STERBEORT        | China                    |